# Fanizani Akuda
Fanizani Akuda (11. listopadu 1932 Mtaya, dnešní Zambie – 5. února 2011
) byl významným zimbabwským sochařem.

## Život
V sedmnácti letech přišel do dnešního Zimbabwe (tehdy Jižní Rhodesie). Živil se jako sběrač bavlny, vyráběl cihly. V 60. letech se stal lamačem kamene na farmě Toma Blomefielda, kde se nacházela umělecká škola Tengenenge (Místo počátku). Ten také Akudu přesvědčil k tomu, aby začal tvořit vlastní díla.